# Escalade sportive aux Jeux olympiques de la jeunesse de 2018
Navigation
Édition suivante
Les épreuves de escalade sportive aux Jeux olympiques de la jeunesse de 2018 ont lieu au Parque Urbano de Buenos Aires, en Argentine, du 7 au 10 octobre 2018.
C'est la première apparition de l’escalade depuis son acceptation aux Jeux olympiques qui sera programmé pour 2020. Les épreuves sont calqués sur le futur format à savoir un combiné des trois discipline de vitesse, de difficulté et de bloc

## Podiums
| Événement | Or             | Argent       | Bronze       |
| --------- | -------------- | ------------ | ------------ |
| Garçons   | Keita Dohi     | Shuta Tanaka | Sam Avezou   |
| Filles    | Sandra Lettner | Vita Lukan   | Laura Lammer |

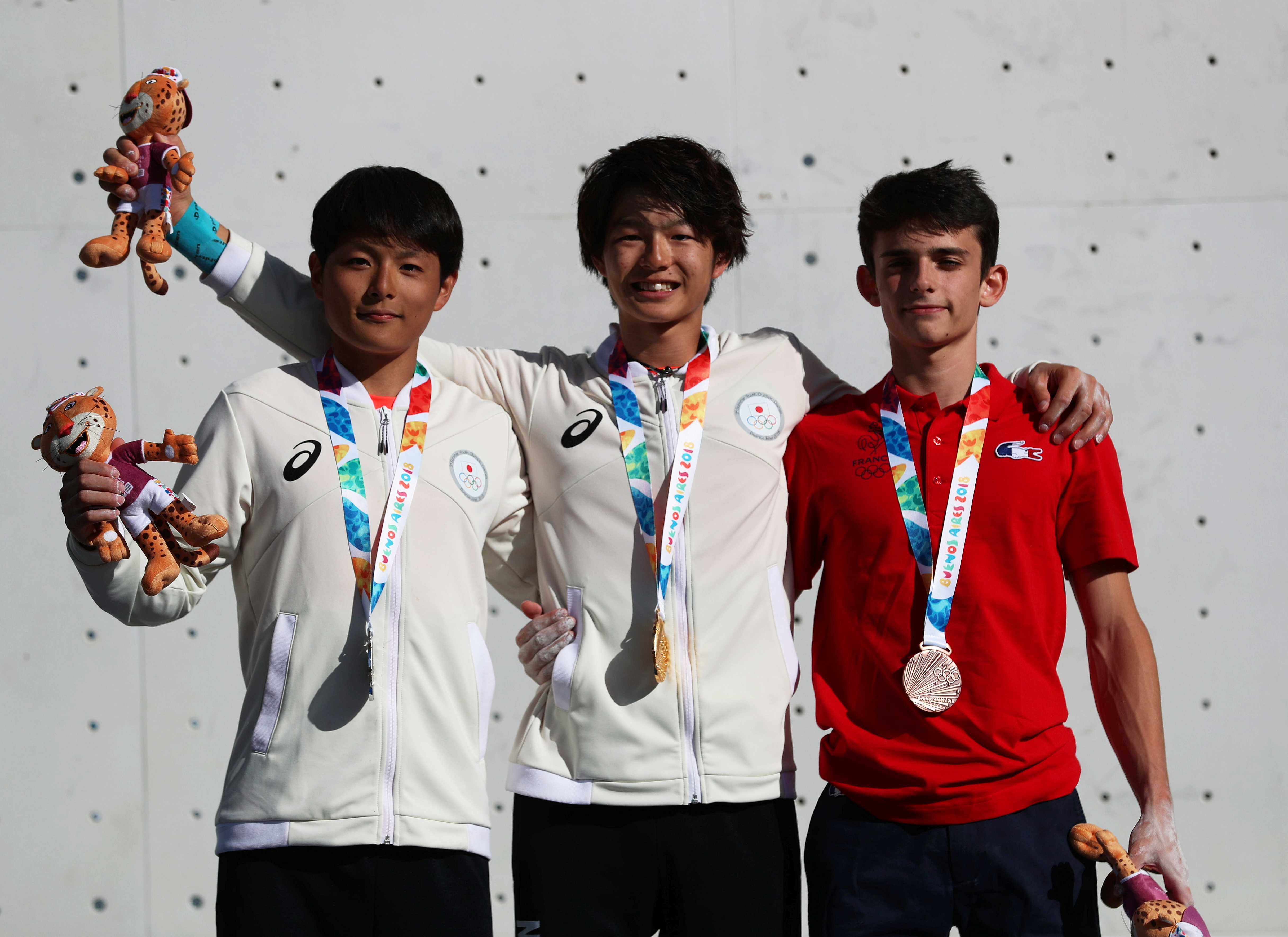
Garçons, Podium
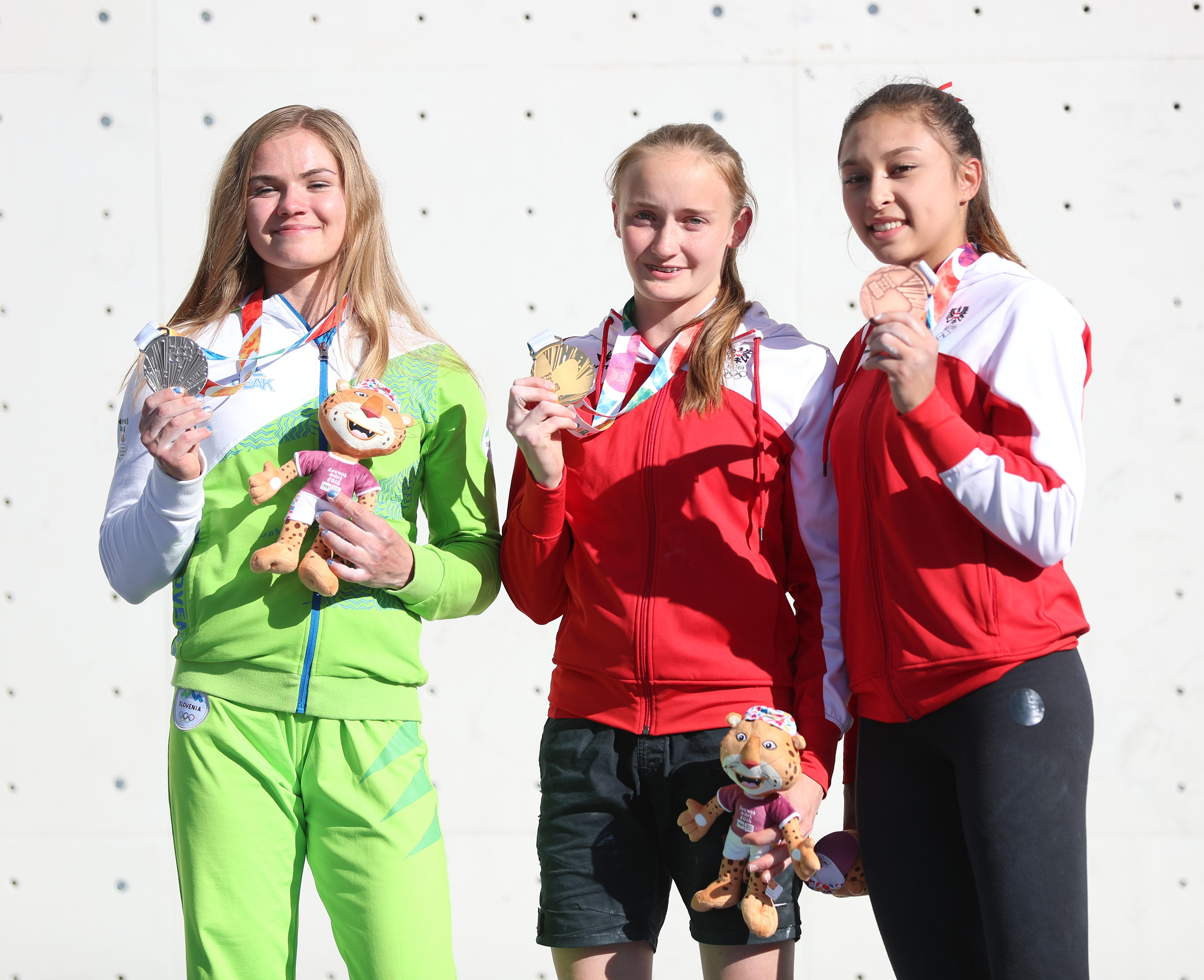
Filles, Podium